# Egan Wint
Egan Wint (2001) es una deportista estadounidense que compite en snowboard. Consiguió una medalla de bronce en los X Games de Invierno Aspen 2024.

## Medallero internacional
| X Games de Invierno | X Games de Invierno    | X Games de Invierno | X Games de Invierno |
| Año                 | Lugar                  | Medalla             | Prueba              |
| ------------------- | ---------------------- | ------------------- | ------------------- |
| 2024                | Aspen (Estados Unidos) | Medalla de bronce   | Knuckle huck        |